# Punta Liha
La Punta Liha es una pequeña saliencia geográfica ubicada en el noreste de la isla de Niue en la Polinesia, en el océano Pacífico Sur. Se encuentra al norte de Lakepa y al sudeste de Mutalau.